# Luka Džanko
Luka Džanko (Perković, 23. kolovoza 1945.), hrvatski general u mirovini. 

## Životopis
General bojnik Luka Džanko je rođen 23. kolovoza 1945. u Perkoviću kod Šibenika. U Jugoslavenskoj narodnoj armiji (JNA) imao je čin potpukovnika. 1991. godine general Džanko je napustio JNA i pridružio se Oružanim snagama Republike Hrvatske (HV). U kolovozu 1991. postavljen je za prvog zapovjednika "Južnog bojišta". U travnju 1992. godine na čelo zapovjedništva Južnog bojišta postavljen je general Janko Bobetko, a general Džanko je postavljen za jednog od njegovih najbližih pomoćnika. Pod generalom Džankom uspješno je obranjena dolina Neretve od prodora srpskih snaga, posebice Ploče i Metković. 1993. godine, nakon oslobodilačkih operacija HV-a u dubrovačkom zaleđu, general Džanko postaje zamjenik zapovjednika "Operativne zone Split" generala Ante Gotovine, te u tom svojstvu odlazi u Zadar gdje je sudjelovao u pripremi Operacije Maslenica. Odmah nakon operacije Maslenica general Bobetko je zapovjedio premještaj generala Džanka u Zborno područje (ZP) Bjelovar, gdje je već od 1994. vodio pripreme za Operaciju Bljesak koja se trebala provesti u zoni njegove odgovornosti. Tijekom operacije Bljesak general Džanko sa svojim postrojbama napada srpske položaje iz smjera Nove Gradiške, te je zajedno sa svojim postrojbama prvi ušao u Okučane. General Džanko je 1995. sudjelovao u Operaciji Oluja, tj. u borbama u "Sjevernom sektoru" na području Banovine, te je zapovjedao operativnim pravcem Hrvatska Kostajnica koji je bio u zoni odgovornosti generala Petra Stipetića. General Džanko je umirovljen u činu general bojnika u ožujku 1996. godine.
General Džanko je 2002. godine optužio generala Bobetka da su pripadnici Hrvatskog vijeća obrane (HVO) zaduženi za sabirni logor Dretelj bili pod izravnim zapovjedništvom generala Bobetka, i da je general Bobetko samim time morao znati za mučenja muslimanskih zarobljenika koja su se tamo događala.
2003. godine, general Džanko je postao osumnjičenik Međunarodnog suda za ratne zločine počinjene na području bivše Jugoslavije u Haagu pod sumnjom da je kršio humanitarna prava na "Južnom bojištu" i na području Bosne i Hercegovine. General Džanko je od 24. do 25. srpnja u zagrebačkom sjedištu haaškog suda razgovarao s istražiteljima, da bi kasnije bio oslobođen statusa osumnjičenika. General Džanko se pred istražiteljima u predistražnom postupku branio sam, te mu nakon svega Republika Hrvatska nije htjela podmiriti nastale odvjetničke troškove u iznosu od 160.000 kuna.
General Džanko trenutno živi na relaciji Split - rodni Perković, gdje obrađuje svoj vinograd.